# Un estrany a casa
Un estrany a casa (originalment en anglès, Fatal Flip) és una pel·lícula de televisió estatunidenca dirigida per Maureen Bharoocha, emesa el 29 d'agost de 2015 a Lifetime. El telefilm va ser vist per 1.496 milions d'espectadors quan es va emetre per primera vegada. S'ha doblat al català i es va emetre per primer cop el 21 d'agost de 2021 a TV3.

## Sinopsi
En Jeff i l'Alex decideixen deixar la seva feina i posar tots els seus estalvis en un acord immobiliari: comprar una casa abandonada, restaurar-la i vendre-la immediatament. Tenen quaranta-cinc dies per completar tota la feina. Però molt ràpidament, la càrrega de treball resulta ser massa pesada. Quan un desconegut, en Nate, s'ofereix a ajudar-los gratuïtament fins a la revenda, el reben a casa seva amb els braços oberts. Però molt ràpidament, en Nate utilitza el seu encant per provocar problemes entre els dos amants. Com que sent que l'Alex se li resisteix, en Nate surt amb la seva millor amiga, la Roslyn, que s'encarrega de decorar la casa. Aviat, tot canvia...

## Repartiment
- Dominique Swain: Alex
- Mike Faiola: Nate
- Michael Steger: Jeff
- Tatyana Ali: Roslyn